# Cima di Cece
La Cima di Cece (2.754 m s.l.m.) (Cimòn de Sés in dialetto predazzano) è una montagna del Trentino orientale. Si trova sullo spartiacque fra la val di Fiemme (bacino dell'Adige) la valle del Vanoi (bacino del Brenta), fra i comuni di Predazzo e Canal San Bovo, e rappresenta la massima elevazione della Catena porfirica del Lagorai.